# Ciclorrafs
Els ciclorrafs (Cyclorrhapha, gr. kyklos, "rodo" i raphe, "sutura") són un clade de dípters braquícers, que inclou desenes de milers d'espècies més o menys semblants a la idea popular que hom té d'una "mosca"; també s'anomenen "muscomorfs" que significa "amb forma de mosca".

## Característiques
És el grup de dípters més ampli i divers. Els adults presenten antenes curtes, generalment amb tres segments i una aresta dorsal. El cos sol estar cobert amb abundants pèls. Les larves són acèfales o amb una càpsula cefàlica reduïda i no tenen antenes o aquestes es troben sobre una superfície membranosa.
Les pupes es formen dins l'exoesquelet del darrer instar larval, l'anomenat pupari, del qual surten a través d'una incisió circular; a aquest tipus de larves se les denomina ciclorrafes, i aquesta característica va donar nom al grup.

## Taxonomia
La taxonomia dels ciclorrafs és controvertida i fins i tot hi ha polèmica sobre com s'han de denominar, ja que hi ha partidaris d'anomenar-los Muscomorpha, grup que inclouria tots els ciclorrafs més els asilomorfs.
La darrera revisió de la taxonomia i nomenclatura dels dípters (Pape et al.) utilitza el nom Cyclorrhapha on hi inclouen una vuitantena de famílies, distribuïdes en dos infraordres Aschiza (sense sutura al front, és parafilètic) i Schizophora (amb sutura); al seu torn aquest últim es divideix en dos grups, Acalyptratae (amb halteris descoberts) i Calyptratae (amb un lòbul de les ales que cobreix els halteris):
- Infraordre ASCHIZA Becher, 1882 (parafilètic)
  - Superfamília Phoroidea Curtis, 1833
    - Família Lonchopteridae Macquart, 1823 (6 gèneres, 65 espècies)
    - Família Opetiidae Róndani, 1856 (5 gèneres, 10 espècies, 4/6)
    - Família Platypezidae Latreille, 1829 (29 gèneres, 277 espècies)
    - Família Ironomyiidae McAlpine & Martin, 1966 (5 gèneres, 17 espècies)
    - Família Phoridae Curtis, 1833 (302 gèneres, 4,202 espècies)

  - Superfamília Syrphoidea Latreille, 1802 (2 families)
    - Família Pipunculidae Walker, 1834 (22 gèneres, 1,428 espècies)
    - Família Syrphidae Latreille, 1802 (209 gèneres, 6,107 espècies)
- Infraordre SCHIZOPHORA Becher, 1882
- Clade Archischiza Enderlein, 1936
  -     - Family Conopidae Latreille, 1802 (52 gèneres, 831 espècies)
- Clade Muscaria Enderlein, 1936
  - Parvorder ACALYPTRATAE Macquart, 1835 (parafilètic)
    - Superfamília Carnoidea Newman, 1834 (pot ser parafilètic)
      - Família Australimyzidae Griffiths, 1972 (1 gènere, 9 espècies)
      - Família Canacidae Jones, 1906 (28 gèneres, 323 espècies)
      - Família Carnidae Newman, 1834 (6 gèneres, 92 espècies)
      - Família Chloropidae Róndani, 1856 (194 gèneres, 2,885 espècies)
      - Família Inbiomyiidae Buck, 2006 (1 gènere, 11 espècies)
      - Família Milichiidae Schiner, 1862 (20 gèneres, 288 espècies)
      - Família Nannodastiidae Papp, 1980 (2 gèneres, 5 espècies)

    - Superfamília Ephydroidea Zetterstedt, 1837
      - Família Ephydridae Zetterstedt, 1837 (128 gèneres, 1,994 espècies)
      - Família Drosophilidae Róndani, 1856 (76 gèneres, 4,017 espècies)
      - Família Braulidae Egger, 1853 (2 gèneres, 7 espècies)
      - Família Cryptochetidae Brues & Melander, 1932 (3 gèneres, 34 espècies)
      - Família Camillidae Frey, 1921 (5 gèneres, 42 espècies)
      - Família Curtonotidae Enderlein, 1914 (3 gèneres, 65 espècies)
      - Família Diastatidae Hendel, 1917 (4 gèneres, 50 espècies)

    - Superfamília Lauxanioidea Macquart, 1835
      - Família Celyphidae Bigot, 1852 (8 gèneres, 115 espècies)
      - Família Chamaemyiidae Hendel, 1910 (24 gèneres, 351 espècies)
      - Família Lauxaniidae Macquart, 1835 (168 gèneres, 1,900 espècies)

    - Superfamília Nerioidea Westwood, 1840
      - Família Cypselosomatidae Hendel, 1931 (13 gèneres, 35 espècies)
      - Família Micropezidae Blanchard, 1840 (52 gèneres, 583 espècies)
      - Família Neriidae Westwood, 1840 (19 gèneres, 112 espècies)

    - Superfamília Opomyzoidea Fallén, 1820 (pot ser parafilètic)
      - Família Acartophthalmidae Czerny, 1928 (2 gèneres, 6 espècies)
      - Família Agromyzidae Fallén, 1823 (41 gèneres, 3,017 espècies)
      - Família Anthomyzidae Czerny, 1903 (22 gèneres, 95 espècies)
      - Família Asteiidae Róndani, 1856 (10 gèneres, 138 espècies)
      - Família Aulacigastridae Duda, 1924 (5 gèneres, 19 espècies)
      - Família Clusiidae Handlirsch, 1884 (17 gèneres, 363 espècies)
      - Família Fergusoninidae Tonnoir, 1937 (1 gènere, 29 espècies)
      - Família Marginidae McAlpine, 1991 (1 gènere, 3 espècies)
      - Família Megamerinidae Hendel, 1913 (4 gèneres, 16 espècies)
      - Família Neminidae McAlpine, 1983 (3 gèneres, 14 espècies)
      - Família Neurochaetidae McAlpine, 1978 (3 gèneres, 22 espècies)
      - Família Odiniidae Hendel, 1920 (14 gèneres, 65 espècies)
      - Família Opomyzidae Fallén, 1820 (4 gèneres, 61 espècies)
      - Família Pallopteridae Loew, 1862 (12 gèneres, 71 espècies)
      - Família Periscelididae Oldenberg, 1914 (11 gèneres, 91 espècies)
      - Família Teratomyzidae Hennig, 1969 (7 gèneres, 8 espècies)
      - Família Xenasteiidae Hardy, 1980 (1 gènere, 13 espècies)

    - Superfamília Sciomyzoidea Fallén, 1820
      - Família Coelopidae Hendel, 1910 (14 gèneres, 35 espècies)
      - Família Dryomyzidae Schiner, 1862 (6 gèneres, 30 espècies)
      - Família Helcomyzidae Hendel, 1924 (4 gèneres, 12 espècies)
      - Família Huttoninidae Steyskal, 1965 (1 gèneres, 8 espècies)
      - Família Helosciomyzidae Steyskal, 1965 (10 gèneres, 23 espècies)
      - Família Heterocheilidae McAlpine, 1991 (1 gènere, 2 espècies)
      - Família Natalimyzidae Barraclough & McAlpine, 2006 (1 gènere, 1 espècies)
      - Família Phaeomyiidae Verbeke, 1950 (2 gèneres, 4 espècies)
      - Família Ropalomeridae Schiner, 1868 (8 gèneres, 33 espècies)
      - Família Sciomyzidae Fallén, 1820 (66 gèneres, 618 espècies)
      - Família Sepsidae Walker, 1833 (38 gèneres, 345 espècies)

    - Superfamília Sphaeroceroidea Macquart, 1835 (pot ser parafilètic)
      - Família Chyromyidae Schiner, 1863 (4 gèneres, 139 espècies)
      - Família Heleomyzidae Westwood, 1840 (76 gèneres, 738 espècies)
      - Família Heteromyzidae Fallén, 1820 (1 gèneres, 7 espècies)
      - Família Mormotomyiidae Austen, 1936 (1 gènere, 1 espècies)
      - Família Sphaeroceridae Macquart, 1835 (137 gèneres, 1,571 espècies)

    - Superfamília Tanypezoidea Róndani, 1856
      - Família Diopsidae Bilberg, 1820 (14 gèneres, 194 espècies)
      - Família Gobryidae McAlpine, 1997 (1 gènere, 5 espècies)
      - Família Nothybidae Frey, 1927 (1 gènere, 8 espècies)
      - Família Psilidae Macquart, 1835 (13 gèneres, 322 espècies)
      - Família Somatiidae Hendel, 1935 (1 gènere, 7 espècies)
      - Família Syringogastridae Prado, 1969 (1 gènere, 10 espècies)
      - Família Tanypezidae Róndani, 1856 (5 gèneres, 68 espècies)

    - Superfamília Tephritoidea Newman, 1834
      - Família †Proneottiphilidae Hennig, 1969 (1 gènere, 1 espècies)
      - Família Richardiidae Loew, 1868 (34 gèneres, 178 espècies)
      - Família Lonchaeidae Róndani, 1856 (10 gèneres, 504 espècies)
      - Família Piophilidae Macquart, 1835 (14 gèneres, 83 espècies)
      - Família Ulidiidae Macquart, 1835 (110 gèneres, 678 espècies)
      - Família Platystomatidae Schiner, 1862 (128 gèneres, 1,164 espècies)
      - Família Ctenostylidae Bigot, 1882 (6 gèneres, 10 espècies)
      - Família Tachiniscidae Kertész, 1903 (3 gèneres, 3 espècies)
      - Família Pyrgotidae Loew, 1868 (58 gèneres, 351 espècies)
      - Família Tephritidae Newman, 1834 (492 gèneres, 4,716 espècies)

  - Parvorder CALYPTRATAE Robineau-Desvoidy, 1830
    - Superfamília Hippoboscoidea Samouelle, 1819
      - Família Glossinidae Theobald, 1903 (1 gènere, 25 espècies)
      - Família Hippoboscidae Samouelle, 1819 (68 gèneres, 782 espècies)

    - Superfamília Muscoide Latreille, 1802 (parafilètic)
      - Família Fanniidae Schnabl & Dziedzicki, 1911 (4 gèneres, 359 espècies)
      - Família Muscidae Latreille, 1802 (187 gèneres, 5,218 espècies)
      - Família Anthomyiidae Robineau-Desvoidy, 1830 (53 gèneres, 1,941 espècies)
      - Família Scathophagidae Robineau-Desvoidy, 1830 (57 gèneres, 419 espècies)

    - Superfamília Oestroidea Leach, 1815
      - Família Calliphoridae Brauer & Bergenstamm, 1889 (97 gèneres, 1,525 espècies) (parafilètic)
      - Família Mystacinobiidae Holloway, 1976 (1 gènere, 1 espècies)
      - Família Oestridae Leach, 1815 (30 gèneres, 176 espècies)
      - Família Rhiniidae Bauer & Bergenstamm, 1889 (30 gèneres, 376 espècies)
      - Família Rhinophoridae Robineau-Desvoidy, 1863 (27 gèneres, 174 espècies)
      - Família Sarcophagidae Macquart, 1834 (173 gèneres, 3,094 espècies)
      - Família Tachinidae Robineau-Desvoidy, 1830 (1,597 gèneres, 9,626 espècies)